# Arrest Honden Peter
Honden Peter of Medeplichtigheid door nalaten (HR 12 december 2000, ECLI:NL:HR:2000:AA8966) is de roepnaam van een op 12 december 2000 door de Nederlandse Hoge Raad gewezen arrest inzake medeplichtigheid bij doodslag door nalaten (ook wel 'passieve medeplichtigheid' genoemd). Uit het arrest volgt dat niet alleen het bestaan van een wettelijke of uit een overeenkomst voortvloeiende zorgplicht, maar ook voorafgaand handelen een rechtsplicht kan doen ontstaan om een misdrijf te beletten.

## Casus
De verzoeker in cassatie, A.T.H., woonde samen met twee andere mannen, beiden Peter genaamd. Ter onderscheiding wordt het slachtoffer, Peter S., ook wel 'slome Peter' genoemd, en de hoofddader, Peter L., 'honden Peter'. Peter. S zorgde voor A.T.H., omdat deze geen uitkering meer kreeg. In de periode van 1 september 1997 tot en met 14 januari 1998 heeft A.T.H. het slachtoffer meermalen met een stok en met zijn handen geslagen. Eenmaal heeft hij het slachtoffer met een stanleymes in het gezicht gesneden. In de periode van 15 tot en met 22 januari 1998 heeft verzoeker het slachtoffer met een losgeraakte trapleuning geslagen, zodanig dat deze laatste in ieder geval de laatste twee weken van zijn leven niet meer heeft kunnen lopen en incontinent is geworden.
Op de dag van overlijden van het slachtoffer hoorde A.T.H. het slachtoffer huilen, nadat Peter L. hem met cowboylaarzen had geschopt en was weggegaan. In plaats van het slachtoffer te helpen heeft hij de deur van zijn kamer dichtgedaan en zijn stereo harder gezet om het huilen te overstemmen. Toen L. terugkwam, begon hij het slachtoffer weer te schoppen. A.T.H. vermaande hem zachter te doen, omdat iedereen hem kon horen. Het slachtoffer is vervolgens achtergelaten op het toilet en overleden.

## Rechtsvraag
Is iemand medeplichtig aan een misdrijf door nalaten, oftewel passieve medeplichtigheid (Ja, onder dergelijke omstandigheden kan een zorgplicht ontstaan, waardoor het nalaten van ingrijpen kan leiden tot medeplichtigheid aan het misdrijf.)

## Procesgang
Peter L. werd veroordeeld wegens doodslag. A.T.H. werd vervolgd wegens medeplichtigheid aan die doodslag (art. 48 en 287 Sr). Op grond van artikel 48 van het Wetboek van Strafrecht worden als medeplichtige gestraft:
1. zij die opzettelijk behulpzaam zijn bij het plegen van het misdrijf;
2. zij die opzettelijk gelegenheid, middelen of inlichtingen verschaffen tot het plegen van het misdrijf

Verdachte werd voor het tweede punt vervolgd, te weten het opzettelijk gelegenheid verschaffen tot het plegen van het misdrijf. Voor medeplichtigheid in de vorm van niet-handelen is vereist dat handelen geboden is, met andere woorden, dat er een zorgplicht is.

### Hoge Raad
In hoger beroep heeft het gerechtshof Arnhem verzoeker ter zake van 1 subsidiair 'medeplichtigheid aan doodslag', 2 'zware mishandeling' en 3 'mishandeling, meermalen gepleegd' veroordeeld tot een gevangenisstraf van twaalf jaren. Verzoeker stelde beroep in cassatie in bij de Hoge Raad.
In cassatie werd namens verzoeker aangevoerd dat verzoeker geen zorgplicht had. Uit de jurisprudentie bleek namelijk dat deze zorgplicht uit een bepaalde hoedanigheid moet voortvloeien:

Uit de gebezigde bewijsmiddelen kan niet worden afgeleid dat een dergelijke bijzondere hoedanigheid aan de zijde van verzoeker bestond. Voor verzoeker gold geen in de jurisprudentie aanvaarde bijzondere zorgplicht op grond waarvan hij gehouden was maatregelen te nemen ter voorkoming van gedragingen van L. welke de gezondheid en het leven van S. rechtstreeks bedreigden.
— Toelichting op het cassatiemiddel.

De Hoge Raad stelde voorop dat het hof bij de kwalificatiebeslissing niet naar behoren heeft gemotiveerd waarom het van oordeel was dat de vraag of, bij gebreke van een bijzondere rechtsplicht, van medeplichtigheid kon worden gesproken. Het hof overwoog namelijk:

Verdachte heeft zich schuldig gemaakt aan langdurig en op grove wijze gepleegd geweld tegen P.T.S. S.
Het slachtoffer was drie maanden voor zijn dood met verdachte bij de medeverdachte in huis komen wonen. In die periode werd het slachtoffer door met name verdachte stelselmatig en bijzonder grof mishandeld, vernederd en financieel misbruikt.
Verdachte heeft P.T.S. S meermalen op beestachtige wijze (o.a. met een stuk van een trapleuning) mishandeld, dusdanig dat deze uiteindelijk niet meer kon lopen en incontinent werd. Ondanks dat het slachtoffer dringend medische verzorging behoefde heeft verdachte nagelaten om datgene te doen wat van ieder weldenkend mens in die omstandigheden mag worden verwacht, namelijk het inroepen van hulp. In plaats daarvan heeft de verdachte in stuitende onverschilligheid S. in deplorabele toestand aan zijn lot overgelaten.
Zodoende heeft de verdachte een klimaat gecreëerd waarin het slachtoffer langzaam maar zeker de dood in is gedreven. Uiteindelijk heeft medeverdachte L. zo hard en langdurig in het gezicht en tegen het hoofd van de al zwaargewonde en weerloze S. geschopt en geslagen, dat deze daaraan is overleden.
Verdachte is tegen dit laatste, voor het slachtoffer fatale geweld niet of niet noemenswaard opgetreden, maar heeft min of meer toegekeken hoe het slachtoffer werd doodgeschopt. 
Uit de gedragingen van verdachte spreekt een houding die getuigt van het ontbreken van ieder respect voor de persoon en het leven van het slachtoffer.
— Motivering van de strafoplegging, door de Hoge Raad geciteerd onder rechtsoverweging 3.3 van het arrest.

De Hoge Raad oordeelde dat de klacht faalde, omdat het gebrek in de motivering niet tot cassatie hoefde te leiden, nu het hof had vastgesteld dat verzoeker wist dat het slachtoffer volstrekt weerloos was, die weerloosheid door verzoeker was veroorzaakt, en dus "kennelijk en terecht [heeft] geoordeeld dat daardoor op [verzoeker] de rechtsplicht was komen te rusten om het slachtoffer te beschermen tegen het door L. in de woning van de verdachte en in diens bijzijn jegens het slachtoffer gepleegde geweld".

## Relevantie
Voor het wijzen van dit arrest werd aangenomen dat van een zorgplicht slechts sprake is als deze gebaseerd is op de wet of een overeenkomst. Het gaat daarbij om situaties als de uit de wet voortvloeiende zorgplicht die ouders hebben tegenover hun kinderen. Het zich niet-distantiëren is in het algemeen onvoldoende om medeplichtigheid aan te nemen. In de zaak bestond tussen het slachtoffer en de verdachte geen wettelijke of contractuele relatie die op de verdachte een zorgplicht vestigde. Toch casseerde de Hoge Raad niet. In plaats daarvan leidde hij de rechtsplicht af uit de omstandigheden van het geval: het feit dat de verdachte wist dat het slachtoffer weerloos was, dat die weerloosheid mede door verdachte is veroorzaakt en dat het slachtoffer bij hem in huis woonde.
Tegenwoordig wordt aangenomen dat het enkel niet beletten van een misdrijf onvoldoende is om medeplichtigheid aan te nemen, maar dat er tevens een plicht tot beletten moet bestaan die voortvloeit uit de wet, overeenkomst of voorafgaand handelen.